# ماريون كاربنتر
ماريون كاربنتر (بالإنجليزية: Marion Carpenter)‏ هي صحفية ومصورة وممرضة أمريكية، ولدت في 6 مارس 1920 في سانت بول في الولايات المتحدة، وتوفي بنفس المكان في 29 أكتوبر 2002 بسبب نفاخ رئوي.